# 윤조강
윤조강 또는 차축조강은 녹조류에 속하는 분류군의 일종이다. 하위 분류에 차축조목을 포함되는 조류(藻類)에 속하는 분류군이지만, 분류 체계에 따라 그 범위가 다르다. 좁은 의미와 넓은 의미의 분류가 있으며, 좁은 의미의 경우에는 윤조목(차축조목)만을 포함하고, 넓은 의미의 경우에는 육상 식물과 가까운 조류 전체를 포함한다. 후자의 경우에는 측계통군에 해당된다.

## 하위 분류
- 차축조목 (Charales)
  - 아클리스토카라과 (Aclistocharaceae)
  - 아톱포카라과 (Atopocharaceae)
  - 차축조과 (Characeae)
  - 클라바토르과 (Clavatoraceae)
  - 포로카라과 (Porocharaceae